# Гадалка (картина Пьяццетты)
«Гадалка» (итал. L'indovina) — картина итальянского живописца Джованни Батиста Пьяццетты (1683—1754), представителя венецианской школы. Создана в 1740 году. С 1887 года хранится в коллекции Галереи Академии в Венеции.
Название картины происходит от позы женщины, изображённой со спины и будто протягивающей руку дерзкой девушке — предмету разговоров двух мужчин справа. В изысканной и несколько бесстыдной позе гадалки заметна зрелая рука мастера; оставаясь верным поиску живописных эффектов, художник оставляет драматические контрасты своих ранних работ и обращается к передаче оттенков, вибрирующих изменений тонов и необычных полутеней. Тёплые тона полотна будто насквозь проникнуты светом.
Существует несколько версий толкования фигуры гадалки: она может быть намёком на «посвящение» в тайны любви одного из юношей справа или, вероятно, это аллегория развращённой Венеции в образе распутной девки.